# Excoecaria formosana
Excoecaria formosana är en törelväxtart som först beskrevs av Bunzo Hayata, och fick sitt nu gällande namn av Bunzo Hayata och Takiya Kawakami. Excoecaria formosana ingår i släktet Excoecaria och familjen törelväxter.

## Underarter
Arten delas in i följande underarter:
- E. f. daitoinsularis
- E. f. formosana